# Thomas Sauer (Ökonom)
Thomas Sauer (* 1958) ist ein deutscher Ökonom.

## Leben und Wirken
Thomas Sauer studierte an der Universität Bremen und schloss 1984 als Diplom-Ökonom ab. Anschließend absolvierte er ein Aufbaustudium an der Ludwig-Maximilians-Universität München und schloss dieses 1987 mit einem Diplom ab.
Von 1988 bis 1992 arbeitete er am Bundesinstitut für ostwissenschaftliche und internationale Studien in Köln. 1993 wurde er an der Gesamthochschule Kassel zum Dr. rer. pol. promoviert.
Von 1992 bis 1998 arbeitete er am ifo Institut für Wirtschaftsforschung in München und danach bis 2002 an der Fachhochschule für Wirtschaft Berlin. Seit März 2002 ist er Professor für Volkswirtschaftslehre im Fachbereich Betriebswirtschaft an der Ernst-Abbe-Fachhochschule Jena.
Als Forschungsschwerpunkte nennt Sauer neben der Integration und Transformation von Wirtschaftssystemen, die Makroökonomie offener Volkswirtschaften sowie die Untersuchung von Innovation und Wachstum.
Sauer ist Mitglied im Wissenschaftlichen Beirat von Attac.